# Región de La Mojana
La región de La Mojana está ubicada al norte de Colombia. Se caracteriza por ser un delta fluvial invertido ocasionando por el vertimiento de las aguas de los ríos Cauca, San Jorge y Nechí en dirección hacia el brazo de Loba (río Magdalena) haciendo que sus terrenos sea una sabana inundada, con varios sistemas de canales (construidos por la cultura Zenú para evitar la completa inundación de esta zona) y de ricos humedales.

## Ubicación
La Mojana se encuentra entre las estribaciones de la cordillera Occidental y la llanura del Caribe, delimitada por el río Cauca, el río San Jorge y la ciénaga de Ayapel al occidente; los brazo Chicagua y Cicuco al oriente; el río Magdalena al nororiente y con la serranía de Ayapel al sur.

## División político-administrativa
La región está compuesta por 13 municipios en total: 6 del departamento de Sucre, 5 del departamento de Bolívar, 1 en Córdoba y 1 en Antioquia.
| Departamentos | Antioquia | Bolívar               | Córdoba | Sucre           |
| ------------- | --------- | --------------------- | ------- | --------------- |
| Municipios    | Nechí     | Achí                  | Ayapel  | Caimito         |
| Municipios    | Nechí     | Cicuco                | Ayapel  | Guaranda        |
| Municipios    | Nechí     | Magangué              | Ayapel  | Majagual        |
| Municipios    | Nechí     | Pinillos              | Ayapel  | San Benito Abad |
| Municipios    | Nechí     | San Jacinto del Cauca | Ayapel  | San Marcos      |
| Municipios    | Nechí     | Sucre                 | Ayapel  |                 |

### Depresión momposina
Se localiza a partir de los brazo Chicagua y Cicuco, la mayor parte de esta zona engloba la isla Margarita y los municipios que están sobre el brazo de Mompox, además la ciénaga de Zapatosa y el estero del río Cesar hasta la llanura del Caribe.
Los municipios que la compone son los que conforma las subregiones de Isla de Mompox y Loba; y la subregión Sur del Magdalena.

## Paisajes naturales
La cuenca se divide en dos paisajes naturales bien diferenciados, asociados además a patrones de aprovechamiento de recursos: la llanura aluvial (que corresponde al 52% de la región), conformada por los albardones mayores y menores, orillares activos, playones, ciénagas y caños y por las tierras altas (48% de la región) conformadas por terrazas terciarias de espesor, altura y drenaje variables y por colinas y estribaciones de las serranías de San Lucas, Ayapel y Montes de María, en los flancos de la depresión.
Si bien La Mojana tiene una gran uniformidad espacial, posee un gran número de hábitats acuáticos, anfibios y terrestres, originados por la dinámica fluvial, la mayor impredictibilidad del comportamiento hidrológico (particularmente de los niveles de los cauces y época del año), la transición entre regímenes climáticos húmedo y xérico de la zona, y el contacto con tres provincias biogeográficas: Chocó-Magdalena, Norandina y Caribe.

## Poblamiento
Los primeros pobladores fueron las culturas asentadas en las riberas del río Sinú y antecesoras de los zenúes. Entre los siglos I y X la cultura zenú alcanzó su máximo esplendor, estando dividida en tres provincias: Finzenú, en el valle del Sinú y las sábanas; Zenufana, en los valles del bajo Cauca y Nechí; y Panzenú, en la depresión momposina. Los zenúes manejaron los niveles de los cauces de agua de la zona, creando plataformas artificiales que albergaban viviendas aisladas ocupadas por una unidad familiar, o pequeños caseríos de unas 20 casas separadas entre sí por espacios cubiertos de canales pequeños utilizados como huertas. En los extremos de las plataformas se encontraban los túmulos funerarios de 2 a 6 metros de altura y construidas por el grupo familiar para enterrar a sus muertos.
Después del año 1.000 d. C. los zenúes se replegaron y desalojaron las áreas inundables, las cuales fueron ocupadas tres siglos más tarde por grupos malibúes procedentes del río Magdalena, quienes no construyeron sistemas de canales, y se dedicaron a aprovechar el área circundante. Los malibúes cultivaban maíz, yuca dulce y yuca brava; su régimen agrícola estaba sujeto al ritmo de las crecientes y sequías de las vías fluviales, por la ausencia de obras para el control de aguas. Completaban su economía de subsistencia la pesca, la caza, la agricultura y la recolección de alimentos vegetales.

## Características
La región comprende un área de entre 450 mil y 500 mil hectáreas, según estimaciones de diversas instituciones colombianas y extranjeras. La zona sobre la que se asienta es plana, con alturas que no sobrepasan los 36 m s. n. m., por lo cual el paisaje está dominado por ciénagas en su mayoría interconectadas por medio de caños presentes sobre llanuras de inundación fluctuante denominadas playones. La temporada de lluvias va de agosto a octubre y la temporada de sequía va de diciembre a abril.

## Clima
El clima es estacional con dos temporadas secas (el más fuerte de diciembre a marzo y el menos severo en junio-julio). La zona presenta un gradiente negativo de pluviosidad y positivo de intensidad y duración del estiaje. Sin embargo los paisajes aluviales muestran una vegetación más mésica e incluso elementos de zonas de vida húmedas. Estas condiciones de mayor productividad ha incentivado el poblamiento humano en diversas épocas y permitió el establecimiento de explotaciones ganaderas desde el inicio de la colonización europea en el siglo XVI.